# Epipremnum pinnatum
Epipremnum pinnatum (L.) Engl. – gatunek wieloletnich, wiecznie zielonych pnączy z rodziny obrazkowatych, pochodzący z obszaru od Chin i wschodniej Azji do Australii i Oceanii, introdukowany na Karaibach: w Portoryko i na Wyspach Nawietrznych oraz na Florydzie, gdzie został uznany za gatunek inwazyjny. Rośliny z tego gatunku zasiedlają nizinne i podgórskie lasy deszczowe i monsunowe, są też chwastami upraw roślin kauczukodajnych; okazjonalnie występują na skałach w lasach nadmorskich. Ich zasięg występowania sięga 1600 m n.p.m.
W przeszłości za odmianę Epipremnum pinnatum (‘Aureum’) uznawano gatunek Epipremnum aureum (epipremnum złociste).

## Morfologia
PokrójDuże pnącza o długości do 15 metrów. Rośliny młodociane tworzą niewielkie kolonie naziemne.
ŁodygaU dorosłych roślin łodyga osiąga 0,5–4 cm średnicy. Międzywęźla osiągają długość od 2 do 25 cm i przedzielone są wyraźnymi bliznami liściowymi oraz pozostałościami profili i katafili. Młode łodygi są błyszcząco zielone z białawymi, podłużnymi, nieregularnymi wyrostkami; starsze pokryte są matową, jasnobrązową skórką.
KorzenieKorzenie czepne są gęsto położone na łodydze. Korzenie powietrzne ściśle przyrastają do podłoża, rzadziej są wolne. Oba typy korzeni są brązowe lub brunatne, z brązowawo-żółtymi wierzchołkami.
LiścieKatafile i profile, szybko obsychające do postaci siateczki, długo pozostają na łodydze. Liście właściwe położone są gęściej u nasady i przy wierzchołku pędu. Ogonki liściowe o długości od 19,5 do 60 cm, ciemnozielone, tworzące pochwę liściową. Blaszki liściowe o wymiarach 10–93×5–60 cm, regularnie pierzastodzielne, rzadziej całobrzegie, jajowate do podłużno-eliptycznych w zarysie, spiczaste, o nasadzie zaokrąglonej do lekko sercowatej. Niekiedy na blaszkach liściowych, w pobliżu żyłki głównej, powstają przezroczyste plamki, powiększające się i tworzące perforację blaszki, niekiedy przerastające do jej marginesu. Poszczególne fragmenty blaszki pierzastodzielnej osiągają szerokość od 1,2 do 6,5 cm. Blaszki liściowe błyszczące, ciemnozielone, niekiedy lekko niebieskawe.
KwiatyRośliny tworzą pojedynczy (rzadko więcej) kwiatostan typu kolbiastego pseudancjum, który wyrasta na jasnozielonym pędzie kwiatostanowym o długości od 5,5 do 21,5 cm. Pochwa kwiatostanu łódkokształtna, niemal całkowicie płasko otwierająca się w okresie kwitnienia, osiągająca wymiary 7–23,5×3–15 cm, z zewnątrz zielona do zielonkawo-żółtej, wewnątrz żółtawa, jasnozielona lub biała. Kolba o wymiarach 8,5–25×1,1–3,5 cm, siedząca, cylindryczna, zwężająca się, wpierw biała, potem szaro-zielona lub zielonkawo-kremowa, a w okresie kwitnienia zielonkawo-biała do ciemnożółtej. Kwiaty o średnicy od 3 do 7 mm, obupłciowe. Zalążnie o wymiarach 4–12×2–7 mm, cylindryczne, lekko spłaszczone u nasady, jednokomorowe, zawierające od 2 do 3 zalążków. Szyjki słupków o długości do 7 mm, trapezoidalne, raczej masywne, lekko spłaszczone wierzchołkowo, zakończone równowąskim znamieniem o wymiarach około 2–6×0,1–0,5 mm. Pręciki 4 na kwiat, o nitkach długości 5 mm i wąsko eliptycznych główkach o wymiarach 1,5–2×0,75–1 mm.
OwoceZielone jagody. Nasiona o wymiarach około 4,5×3,5 mm, brązowe.

## Zastosowanie
Rośliny leczniczeSzczyty korzeni powietrznych roślin tego gatunku są spożywane przez kobiety w Vanuatu dla ułatwienia porodu. Badania przeprowadzone w 2010 roku wykazały, że części naziemne tych roślin wykazują silne działanie przeciwzapalne i przeciwbólowe oraz hamują peroksydację lipidów.
Inne zastosowaniaPędy Epipremnum pinnatum służą do produkcji koszy wykorzystywanych w ceremoniach pogrzebowych w Tonga.